# Honorat de Beauvilliers
Honorat de Beauvilliers (* 26. Mai 1579 in La Ferté-Hubert; † 23. Februar 1622 in Paris) aus dem Haus Beauvilliers war ein französischer Adliger und Militär.
Er war Chevalier, Comte de Saint-Aignan, Baron de la Ferté-Hubert, Seigneur de Chémery, de La Salle-de-Cléry, de Lussay, Vicomte de Valognes etc.

## Leben
Honorat de Beauvilliers war der dritte Sohn von Claude II. de Beauvilliers (1542–1583), Comte de Saint-Aignan, und Marie Babou de la Bourdaisière († 1582). Seine Großeltern mütterlicherseits sind Jean Babou († 1589), Großmeister der Artillerie von Frankreich, und Françoise Robertet († 1580), die auch die Großeltern von Gabrielle d’Estrées sind; Françoise Babou de La Bourdaisière ist somit seine Tante und Antoine IV. d’Estrées, ebenfalls Großmeister der Artillerie von Frankreich, sein angeheirateter Onkel.
Er wurde am 26. Mai 1579 in La Ferté-Hubert geboren und am 3. November 1580 in Saint-Aignan getauft, seine Paten waren François de Joyeuse, der spätere Kardinal, und Isabelle de Savoie-Tende, Comtesse de Bouchage, die Tochter von René de Savoie. Nach dem Tod seines Vaters und seiner beiden älteren Brüder 1583 (bei der Eroberung von Antwerpen) bzw. 1589 (durch einen Brand) war er im Alter von zehn Jahren das Oberhaupt der Familie. 1595 übertrug König Heinrich IV. dem Sechzehnjährigen die Rechte als Comte de Saint-Aignan, Baron de la Ferté-Hubert und Seigneur de Lussay. Am 26. Februar 1599 nahmen er uns eine Schwester Anne eine Teilung des Erbes vor (die anderen lebenden Schwestern waren im geistlichen Stand).
Am Hof war er Gentilhomme ordinaire de la Chambre du Roi, Capitaine de 50 Hommes d’Armes des Ordonnances du Roi, Conseiller en ses conseils d’État et privé.
Nach dem Rücktritt seines Schwiegervaters François de La Grange d’Arquian wurde er am 30. Dezember 1599 Mestre de camp de la Cavalerie légère. Am 30. Dezember 1611 trat sein Schwiegervater dann zu seinen Gunsten als Mestre de camp général de la cavalerie légère de France ab, der König setzte Honorat de Beauvilliers am gleichen Tag als Nachfolger ein.
1615 kommandierte er die Kavallerie, die Élisabeth de Bourbon, die zukünftige spanische Königin als Ehefrau von König Philipp IV. von Bordeaux nach Bayonne führte, und im Gegenzug Anna de Austria, die zukünftige Königin von Frankreich als Ehefrau von König Ludwig XIII., von Bayonne nach Bordeaux brachte, wo am 15. November 1615 die Trauung stattfand.
Von 1617 bis 1619 war er – als der Amtsinhaber Henri de Condé sich in Haft befand – Lieutenant-général au Gouvernement des Pays & Duché de Berry. Bei der umfangreichen Aufnahme von Adligen in den Orden vom Heiligen Geist am 31. Dezember 1619 wurde er nicht berücksichtigt, stattdessen wegen seiner Unterstützung der Königinmutter Maria de’ Medici (sie hatte im Juli eine neue Rebellion begonnen) nach der Schlacht bei Les Ponts-de-Cé am 17. August 1620 inhaftiert, das Amt des Mestre de camp wurde ihm weggenommen.
Nachdem sich Maria de’ Medici und Louis XIII. am 10. August 1620 im Vertrag von Angers ausgesöhnt hatten, erreichte sie seine Freilassung und Begnadigung. Nach Paris zurückgekehrt, erkrankte er und starb am 23. Februar 1622. Honorat de Beauvilliers wurde im von ihm 1616 gegründeten Kapuzinerkonvent von Saint-Aignan bestattet.

## Ehe und Familie
Honorat de Beauvilliers heiratete per Ehevertrag vom 4. Mai 1604 und persönlich in der Pariser Kirche Saint-André des Arts am 27. Juni 1605 Jacqueline de la Grange, Jacqueline de La Grange d’Arquian, Tochter von François de La Grange d’Arquian, Seigneur de Montigny, 1616 Marschall von Frankreich, und Gabrielle de Crévant. Sie nahm an der Reise nach Bayonne teil, war bei der Hochzeitszeremonie von König Ludwig XIII. im Jahr 1615 anwesend, und starb am 8. Juni 1632 in Saint-Aignan. Aus dieser Ehe stammen:
- Pierre de Beauvilliers (* 31. Dezember 1607, † jung)
- François Honorat de Beauvilliers (getauft 30. Oktober 1610; † 16. Juni 1687), Comte und Dezember 1663 Duc de Saint-Aignan, Pair de France, Baron de la Ferté-Hubert, de Chemery, Seigneur de Lussay, Vicomte de Valogne etc., 1641 Ritter im Orden vom Heiligen Geist, Lieutenant-général des Armées du Roi, 1644 Gouverneur und Lieutenant-général von Le Havre; 1661–1667 Gouverneur et Lieutenant-général de Touraine, 1663 Mitglied der Académie française; ⚭ (1) (Ehevertrag 1. Januar 1663) Antoinette Servien (* 1607; † 19. Januar 1679), Tochter von Nicolas Servien, Seigneur de Montigny, Trésorier de France, ein Vetter von Abel Servien, und Marie Groulart; ⚭ (2) (Ehevertrag 7. Juni 1680 Françoise Geré de Rancé (* 1642; † 3. April 1728), genannt Mademoiselle de Lucé, Tochter von Jacques de Geré und Claude de Nevers
- Marie de Beauvilliers († nach 17. August 1630)
- Anne Marie de Beauvilliers († 12. November 1688, 78 Jahre alt), 1660–1683 Dame d’atours der Königin Maria Teresa
- Catherine Henriette de Beauvilliers (* März 1615), geistlich, Koadjutrix ihrer Tante, der Äbtissin von Montmarte, starb vor ihr
- Louise Claire de Beauvilliers († jung)
- Françoise de Beauvilliers († jung)
- Anne Berte de Beauvilliers († nach 1632)
- Gabrielle de Beauvilliers († jung)
- 3 oder 4 Kinder unbekannten Namens († jung)